# Andrea Adriatico
Andrea Adriatico (L'Aquila, 20 aprile 1966) è un regista teatrale e regista cinematografico italiano. Vive e lavora dividendosi tra Bologna e Roma.

## Biografia
Laureato in Scienze dell'Architettura e in Progettazione Urbana alla Università di Roma Tre e al Dams di Bologna, è diplomato all'Accademia Antoniana d'Arte Drammatica di Bologna nel 1988. Giornalista professionista dal 1992, consegue una specializzazione in videogiornalismo con Milena Gabanelli in un progetto del Fse. Ha insegnato cinema e videoarte presso l'Accademia di Belle Arti dell'Aquila, il DAMS di Bologna e l'Accademia di Belle Arti di Roma, l'Accademia di Belle Arti di Urbino e l'Accademia di Belle Arti di Lecce.
Come attore debutta nel gennaio 1989 nella performance Piccola Orgia, ispirata a Orgia di Pier Paolo Pasolini, con la regia di Mauro Bertocchi, al centro La Morara di Bologna. È questa l'unica apparizione come attore.
Nel maggio 1989 dà vita a Bologna al festival Loro del Reno, che avrà una seconda edizione nel 1990, e poi sarà ripreso dal 2006 al 2009 da Teatri di vita.
Nel 1989 costituisce con l'attrice tedesca Iris Faigle la compagnia teatrale :riflessi (che va letto "due punti riflessi"), il cui nome è ispirato al primo romanzo di Aldo Palazzeschi. Nel biennio 1991/92 la compagnia viene invitata in residenza creativa al Santarcangelo dei Teatri - Festival dal direttore Antonio Attisani. L'autore più significativo di questo periodo, che rimarrà in seguito un punto di riferimento costante, è Bernard-Marie Koltès, di cui Adriatico è il regista italiano più assiduo, Di Koltès mette in scena diversi testi, alcuni dei quali mai rappresentati in Italia: La notte poco prima della foresta (prima volta in Italia, con il titolo L'ultima notte, 1991), Fuga a cavallo lontano nella città (romanzo, con il titolo Fuga, 1992), brevi racconti (con il titolo Là, dove ci si vede da lontano, 1994), Il ritorno al deserto (2007), Quai Ouest (prima volta in Italia, 2013), Le amarezze (prima volta in Italia, 2023); inoltre diversi testi di Koltès sono inseriti in altri spettacoli (come Lotta d'angeli, 1998) o come esergo del film Il vento, di sera (2004).
Nel gennaio 1993 Adriatico fonda a Bologna un nuovo spazio aperto alla scena contemporanea del teatro, della danza e della musica: Teatri di vita. Successivamente porta in scena una "trilogia della clonazione", il cui primo spettacolo Ferita. Sguardo su una gente dedicato ad Adolf Hitler è anche l'ultimo che vede in scena Iris Faigle.
Mentre nel 1997 Teatri di Vita apre lo sguardo alla scena internazionale, nel 1998 Adriatico crea l'ultimo spettacolo con la sigla: riflessi (dopo di allora la produzione si chiamerà Teatri di vita): Lotta d'angeli, con la drammaturgia di Milena Magnani, in coproduzione con il teatro francese La Fonderie di Le Mans e il centro tedesco Podewil di Berlino, con cui affronta per la prima volta un tour internazionale. L'anno successivo, mentre Teatri di vita trasloca in una sede più ampia diventando uno dei maggiori teatri di Bologna, Adriatico porta in scena Madame de Sade di Yukio Mishima. In questa occasione affronta per la prima volta il linguaggio cinematografico. Infatti, nel 2000 realizza (insieme con Anna Rispoli) il suo primo cortometraggio Anarchie, tratto da una scena di Madame de Sade. Il cortometraggio, un complesso piano sequenza di 11 minuti, partecipa a numerosi festival italiani.
Nel 2002 il terzo cortometraggio Pugni è presentato alla Mostra del Cinema di Venezia, e in seguito in numerosi altri festival italiani e stranieri, dove si aggiudica diversi premi. Segue il primo lungometraggio Il vento, di sera, prodotto da Teatri di vita, sceneggiato con Stefano Casi, e interpretato da Corso Salani e Francesca Mazza, con la partecipazione tra gli altri di Alessandro Fullin, Ivano Marescotti e Giovanni Lindo Ferretti. Il film debutta in prima mondiale nel 2004 al 54º Festival del Cinema di Berlino, riscuotendo grande attenzione, tra l'altro con una lunga recensione su Variety che definisce questo film "segno potente di un cinema italiano rinvigorito". Nel 2007 esce il secondo lungometraggio All'amore assente, sceneggiato con Stefano Casi e Marco Mancassola, con la partecipazione di Massimo Poggio, Francesca D’Aloja, Milena Vukotic e Tonino Valerii, presentato al London International Film Festival, premio speciale della giuria al festival Annecy Cinéma Italien.
Nel 2009 affronta l'opera di Samuel Beckett in una tetralogia dal titolo Non io nei giorni felici.
Nel 2010 esce il film Più o meno - Il sesso confuso: racconti di mondi nell'era AIDS realizzato in collaborazione con Giulio Maria Corbelli. Il lungometraggio è un film documentario nel quale vengono raccontate dai diretti protagonisti le proprie storie personali legate all'AIDS. Il documentario successivo, Torri, checche e tortellini, è dedicato alla nascita del Cassero, il primo centro lgbt italiano ospitato in uno spazio pubblico, a Bologna.
Nel 2016 è ideatore e regista dell'evento teatrale Bologna, 900 e duemila per le celebrazioni dei 900 anni del Comune di Bologna, su testi di tre scrittrici (Milena Magnani, Grazia Verasani e Simona Vinci) e allestito in tre spazi monumentali del centro storico. I testi delle tre scrittrici e alcuni articoli sull'evento saranno successivamente pubblicati in volume. Nel 2018 dirige il film Gli anni amari sulla vita di Mario Mieli, con Nicola Di Benedetto, Sandra Ceccarelli e Antonio Catania, e con la sceneggiatura di Stefano Casi e Grazia Verasani, che viene presentato in anteprima nella serata di pre-apertura della Festa del Cinema di Roma. Le riprese sono accompagnate dalle polemiche per la personalità di Mieli che arrivano a coinvolgere il Sottosegretario del Ministero per i Beni e le Attività Culturali. Nel 2023 presenta alla Festa del Cinema di Roma il documentario La solitudine è questa, che coinvolge sette scrittori per raccontare sette opere di Pier Vittorio Tondelli: Jonathan Bazzi, Angela Bubba, Viola Di Grado, Paolo Di Paolo, Claudia Durastanti, Alessio Forgione, Alcide Pierantozzi.
Nel 2025 intraprende il progetto di teatralizzazione del romanzo di Gabriele d'Annunzio Il piacere, con uno spettacolo per ogni capitolo.
Nel 2020 ha ricevuto il "Basilicata Cinema Movie Award" per il suo impegno sui diritti civili. Nel 2023 ha ricevuto la "Targa Volponi", dedicata a Paolo Volponi e assegnata dalla "Casa dei Pensieri" di Bologna a personalità della cultura nazionale.

## Teatro
- Le ceneri di Beckett ("Dondolo" di Samuel Beckett), Centro La Morara di Bologna (1989)
- Prova d'orgia, da Pier Paolo Pasolini, Circolo Ketty Dò di Bologna (1990)
- Le religioni del mio tempo - Un affetto e la vita, di Andrea Adriatico, Cassero di Porta Saragozza di Bologna (1990)
- Le religioni del mio tempo - I silenzi e la vita, di Andrea Adriatico, Centro La Morara di Bologna (1991)
- Il giudizio di un'anima - Storia illusa di Italia e paese, di Andrea Adriatico, Festival TeatrOrizzonti di Urbino (1991)
- L'ultima notte - Un pezzo dedicato a Bernard-Marie Koltès, ("La notte poco prima della foresta" di Bernard-Marie Koltès), Sala Polivalente di Santarcangelo di Romagna (1991)
- Fuga - Un pezzo dedicato a Bernard-Marie Koltès, di Stefano Casi (da "Fuga a cavallo lontano nella città" di Bernard-Marie Koltès), Sala Polivalente di Santarcangelo di Romagna (1992)
- OPLÀ, noi viviamo! - Fratelli di massa pensando a Ernst Toller, di Andrea Adriatico, Festival Santarcangelo dei Teatri di Santarcangelo di Romagna (1992)
- Donne. guerra. commedia, di Thomas Brasch, Teatro Novelli di Rimini (1993)
- La voce umana, da Jean Cocteau, Festival Santarcangelo dei Teatri di Santarcangelo di Romagna (1993)
- Là, dove ci si vede da lontano, da Bernard-Marie Koltès, Festival Orizzonti di Urbino (1994)
- Ferita. Sguardo su una gente dedicato ad Adolf Hitler, di Andrea Adriatico, Arena del Sole di Bologna (1995)
- Solo. Il fondamento degli incurabili, di Andrea Adriatico, Ex Chiesa di San Mattia di Bologna (1996)
- Salvo, o della santa voglia, di Andrea Adriatico (da "La casa di Bernarda Alba" di Federico García Lorca), Teatri di Vita di Bologna (1997)
- Lotta d'angeli. Messaggi da un uomo in fuga, di Milena Magnani, La Fonderie di Le Mans (1998)
- Madame de Sade, di Yukio Mishima, Teatri di Vita di Bologna (1999)
- Autosufficiente, di Andrea Adriatico, Accampamento d'Arte di Ozzano dell'Emilia (1999)
- L'auto delle spose, di Andrea Adriatico, Teatri di Vita di Bologna (2000)
- 6., di Andrea Adriatico (comprende "Le quattro gemelle" di Copi), Teatri di Vita di Bologna (2001)
- L'auto delle fughe, di Andrea Adriatico, Teatri di Vita di Bologna (2002)
- L'auto dei comizi, di Andrea Adriatico e Alessandro Fullin, Teatri di Vita di Bologna (2003)
- Orgia, di Pier Paolo Pasolini, Teatri di Vita di Bologna (2004)
- Il frigo, di Copi, Teatri di Vita di Bologna (2005)
- Le quattro gemelle, di Copi, Teatri di Vita di Bologna (2006)
- Il ritorno al deserto, di Bernard-Marie Koltès, Teatri di Vita di Bologna (2007)
- Le serve di Goldoni, di Alessandro Fullin, Biennale di Venezia (2007)
- Le cognate, di Michel Tremblay, Teatri di Vita di Bologna (2008)
- Non io, di Samuel Beckett, Teatri di Vita di Bologna (2009)
- Giorni felici, di Samuel Beckett, Teatri di Vita di Bologna (2009)
- Dondolo, di Samuel Beckett, Teatri di Vita di Bologna (2009)
- Senzaparole, di Andrea Adriatico, Teatri di Vita di Bologna (2009)
- The Sunset Limited (l'espresso del tramonto), di Cormac McCarthy, Arena del Sole di Bologna (2010)
- Biglietti da camere separate, da Pier Vittorio Tondelli, Mambo - Galleria d'Arte Moderna di Bologna (2011)
- L'omosessuale o la difficoltà di esprimersi, di Copi, Teatri di Vita di Bologna (2012)
- Quai ouest, di Bernard-Marie Koltès, Festival VIE, Finale Emilia (2013)
- Delirio di una TRANS populista. Un pezzo dedicato a Elfriede Jelinek, Festival Cuore di Brasile, Bologna (2014)
- Jackie e le altre. Un altro pezzo dedicato a Elfriede Jelinek, Festival Orizzonti, Chiusi (2014)
- Un pezzo per SPORT. Un'altra visione su Elfriede Jelinek, Festival VIE, Arena del Sole, Bologna (2014)
- Is,Is Oil, da Petrolio di Pier Paolo Pasolini, Teatri di Vita, Bologna (2015)
- Porta della Rocca Ostile, di Simona Vinci (progetto Bologna, 900 e duemila), Scalinata del Pincio, Bologna (2016)
- Bo Bohème, di Grazia Verasani (progetto Bologna, 900 e duemila), Giardino del Guasto, Bologna (2016)
- Per amor del cielo, di Milena Magnani (progetto Bologna, 900 e duemila), Torre degli Asinelli, Bologna (2016)
- A porte chiuse, dentro l'anima che cuoce, Festival VIE, Teatri di Vita di Bologna (2016)
- Chiedi chi era Francesco, di Grazia Verasani, Teatri di Vita di Bologna (2017)
- La maschia, di Claire Dowie, Teatri di Vita di Bologna (2018)
- Il mio amico Hitler, di Yukio Mishima, Teatri di Vita, Festival Cuore di Tokyo (2019)
- evǝ, di Jo Clifford, Teatro Kismet di Bari (2021)
- XYZ. Dialoghi leggeri tra inutili generazioni, di Andrea Adriatico, Teatri di Vita di Bologna (2022)
- Le amarezze, di Bernard-Marie Koltès, Teatri di Vita di Bologna (2023)
- Il Piacere I, di Gabriele d'Annunzio, Teatri di Vita di Bologna (2025)
- Sette bambine ebree, di Caryl Churchill, Teatri di Vita di Bologna (2025)

## Filmografia

### Autore e Regista
- Anarchie - quel che resta di liberté, égalité, fraternité (insieme a Anna Rispoli), cortometraggio (2000)
- L'auto del silenzio, mediometraggio (2002)
- Pugni e su di me si chiude un cielo, cortometraggio (2002)
- Il vento, di sera (2004)
- All'amore assente (Andres and Me) (2007)
- Più o meno - Il sesso confuso: racconti di mondi nell'era AIDS, documentario (insieme a Giulio Maria Corbelli), (2010)
- Torri, checche e tortellini, documentario (2015)
- Gli anni amari (2019)
- La solitudine è questa, documentario (2023)